# Natalie Rooney
Natalie Rooney, född 1 juni 1988 i Timaru, är en nyzeeländsk sportskytt.
Rooney blev olympisk silvermedaljör i trap vid sommarspelen 2016 i Rio de Janeiro.